# Чёрная львиная игрунка
Чёрная львиная игрунка, или золотистозадая игрунка (лат. Leontopithecus chrysopygus) — небольшой примат семейства Игрунковых. Эндемик бразильского штата Сан-Паулу. Ограниченный ареал этих приматов делает из одними из самых редких из обезьян Нового Света. В течение 65 лет, до повторного открытия в 1970 году, чёрные львиные игрунки считались вымершими.
Угроза популяции этих обезьянок делает их самыми уязвимыми среди всех львиных игрунок, считается, что в природе их осталось не более тысячи. Некоторые эксперты подвергают эту цифру сомнению, так как последние исследования показывают, что площадь ареала этого вида составляет 106 гектаров леса, что больше предыдущей оценки в 66 гектаров. Образуют группы от 4 до 9 особей, живущих в первичных и вторичных лесах.
В среднем чёрные львиные игрунки весят 590—640 г.

## Рацион

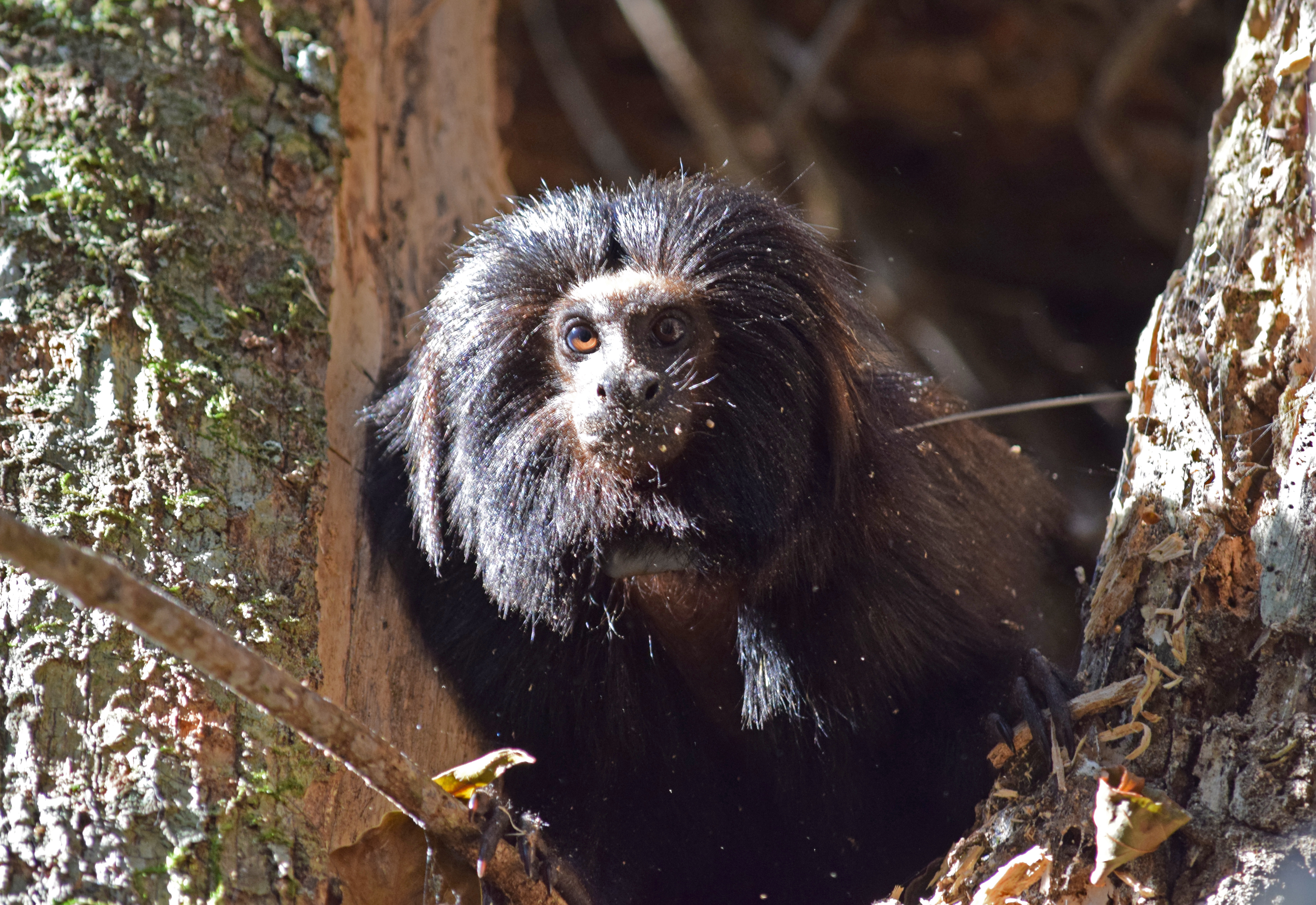
Чёрная львиная игрунка в зоопарке Сан-Паулу

Рацион подвержен сезонным изменениям. В сухом лесу чаще питается фруктами, в затопленном лесу основу рациона составляют древесные соки различных видов деревьев. Помимо этого, рацион различается в зависимости от времени дня. Также в рацион входят насекомые и пауки. Ищет еду обычно под пальмовыми листьями, под корой и в дуплах деревьев. Иногда забирается на нижние ветви деревьев и высматривает съедобных насекомых сверху.

## Размножение
Брачный период и рождение потомства проходит в период с августа по март. Обычно самка приносит одного детёныша в год, но около 20 % самок приносит двух детёнышей.
Соотношение полов при рождении составляет 60:40 в пользу самцов.
В течение первых нескольких месяцев жизни детёныш не может искать еду самостоятельно. По этой причине он проводит время цепляясь на спину матери и получает еду от родителей. В первые 4—5 недель жизни питается материнским молоком, после этого родители и другие члены группы делятся с ним едой. Первые три месяца жизни детёныш получает большую часть своего рациона (особенно насекомых) от взрослых. К восьмимесячному возрасту молодая игрунка начинает питаться самостоятельно.

## Статус популяции
Чёрная львиная игрунка является наиболее уязвимым видом из рода Leontopithecus, при этом Международный союз охраны природы считает, что численность популяции снижается. Главной угрозой считается уничтожение среды обитания, кроме того на этих приматов охотятся браконьеры. Исходят из этого, МСОП присвоил этому виду охранный статус «вымирающий» (англ. Endangered).